# (4893) Seitter
(4893) Seitter (1986 PT4) – planetoida z pasa głównego asteroid okrążająca Słońce w ciągu 5,59 lat w średniej odległości 3,15 j.a. Odkryta 9 sierpnia 1986 roku.